# Batrina község
Batrina község (románul: Comuna Bătrâna) község Hunyad megyében, Romániában. Központja Batrina, beosztott falvai Fața Roșie, Piatra, Răchițaua.

## Népessége
A 2011-es népszámlálás adatai alapján a község népessége 127 fő volt. 2021-ben mindössze 88 lakosával Románia legkisebb népességű községe.
| · Batrina község nemzetiségi összetétele 2021-ben Román (87,5%) Ismeretlen (12,5%) Egyéb (0%) | · Batrina község felekezeti összetétele 2021-ben Ortodox (78,41%) Pünkösdista (5,68%) Baptista (3,41%) Ismeretlen (12,5%) Egyéb (0%) |